# Bulbophyllum boiteaui
Bulbophyllum boiteaui là một loài phong lan thuộc chi Bulbophyllum.